# Primi
Das Volk der Primi (offizielle Bezeichnung in China: „Pumi“; Eigenbezeichnung in IPA: [pʐə̃mi]; chinesisch 普米族, Pinyin Pǔmǐzú) ist eine der ethnischen Gruppen in der chinesischen Provinz Yunnan. Beim Zensus im Jahre 2010 wurden 42.861 Primi gezählt (2000: 33.600), von denen etwa 98,8 % in Yunnan leben.

## Geschichte
Bevor Kublai Khan das Königreich von Nánzhāo eroberte und viele dessen Bewohner in den Süden flohen, war dieses das Heimatland vieler anderer ethnischer Gruppen. Die Primi leben seit dem 13. Jahrhundert dort.

## Sprache
In Nordwest-Yunnan wird Primi gesprochen, das heute schriftlos ist, früher aber einmal Literatur in tibetischer Schrift besessen haben soll.

## Religion
Die autochthonen Glaubensvorstellungen der Primi haben sich, zum Teil beeinflusst von tibetischem Buddhismus und chinesischer Volksreligion zu einer eigenständigen Religion, der sogenannten Dingba- oder Hangui-Religion entwickelt.